# Lady Marmalade
Lady Marmalade è un brano musicale, scritto da Bob Crewe e Kenny Nolan, pubblicato come singolo nel 1974 dal gruppo musicale statunitense Labelle.

## Descrizione
Lady Marmalade è universalmente conosciuto per il suo provocante ritornello Voulez-vous coucher avec moi, ce soir? ("Volete venire a letto con me, stasera?", interpretabile come forma di cortesia o come plurale). 
La canzone racconta la storia di una donna conosciuta solo come "Lady Marmalade", che seduce un uomo per le strade di New Orleans in Louisiana. La frase ripetuta più e più volte nel corso della canzone Voulez-vous coucher avec moi (ce soir)? è ripresa dallo spettacolo Un tram chiamato Desiderio, in cui a pronunciarla era il personaggio di Blanche DuBois.
Il singolo delle Labelle raggiunse la prima posizione del Billboard Hot 100. 
Grazie alla sua enorme popolarità, Lady Marmalade ha avuto diverse cover nel corso degli anni. Fra le più celebri quella di Nanette Workman, pubblicata nel 1975, quella del cubano Mongo Santamaría sempre del 1975, quella dei Jojo and The Real People del 1987, quella di Sabrina Salerno dello stesso anno, quella delle All Saints del 1998, e quella utilizzata per la colonna sonora del film Moulin Rouge!, cantata da Christina Aguilera, Pink, Lil' Kim e Mýa.
Anche la Heavy Metal band Manowar ne ha riproposto una parte durante alcuni concerti tenuti in Francia, che si può trovare sul DVD Hell on Earth II.

## Cover

### Sabrina Salerno
Sabrina Salerno ha inciso una cover della canzone nel 1987.

### All Saints
Le All Saints hanno inciso una cover della canzone nel 1998.

### Christina Aguilera, Lil' Kim, Mýa e Pink
Una versione del brano, per la colonna sonora del film Moulin Rouge!, è stata incisa da
Christina Aguilera, Mýa, Lil' Kim e Pink nel 2001.

### BigMama
BigMama ha interpretato il brano in occasione della serata cover del Festival di Sanremo 2024. L'esibizione l'ha vista coinvolta assieme a Gaia, Sissi e La Niña.